# Hučivý potok
Hučivý potok (dříve německy Goldschlagbach, též Vykmanovský potok) je potok v okrese Chomutov v Ústeckém kraji v České republice. Je dlouhý 7,42 km. Pramení v Krušných horách západně od osady Horní Halže v nadmořské výšce 906 metrů. Protéká osadou Vykmanov, obcí Perštejn a v Lužném se vlévá zleva do Ohře v nadmořské výšce 299 metrů. Největším přítokem Hučivého potoka je Malodolský potok, který se do něj vlévá na říčním kilometru 1,6.
Povodí Hučivého potoka má rozlohu 19,52 km² a nachází se v něm patnáct vodních ploch s celkovou rozlohou 1 ha. Hustota říční sítě povodí je 1,85 km/km². Správcem toku je státní podnik Povodí Ohře.